# Cheirodendron platyphyllum
Cheirodendron platyphyllum är en araliaväxtart som först beskrevs av William Jackson Hooker och George Arnott Walker Arnott, och fick sitt nu gällande namn av Berthold Carl Seemann. Cheirodendron platyphyllum ingår i släktet Cheirodendron och familjen Araliaceae.

## Underarter
Arten delas in i följande underarter:
- C. p. kauaiense
- C. p. platyphyllum